# Haris László
Haris László (Budapest, 1943. február 9. –) Balogh Rudolf-díjas magyar fotóművész, érdemes- és kiváló művész. A Magyar Művészeti Akadémia Film- és Fotóművészeti Tagozatának tagja (2007).

## Életpályája
Fotóművész pályája nem a hagyományos úton indult, 1956. november 2-án, 13 éves korában megengedték neki a szülei, hogy végig fotózza az 1956-os forradalom budapesti helyszíneit, ezen képeket sokáig rejtegetni kellett, 2006-ban, a forradalom 50. évfordulóján állították ki azokat a Műcsarnokban, az Ernst Múzeumban és Washingtonban.
Felsőfokú tanulmányokat a Budapesti Műszaki Egyetem Gépészmérnöki Karán végzett (1962-1968). 1972–1980 között fotográfus a Nagyító című hetilap szerkesztőségében, 1980–1990 között standfotós a Pannónia Filmstúdióban, 1992-től 1997-ig a Teszt Magazin fotográfusa. 1982–2000 között kulturális és politikai plakátokhoz készített fotómunkát grafikus barátaival. 2003-tól a Magyar Mozgókép Közalapítvány Animációs Szakkuratóriumának, 2004-től a Magyar Fotóművészek Szövetsége elnökségének a tagja.
Legszívesebben képzőművészekkel, filmesekkel dolgozott együtt. Az 1960-as évek végén és az 1970-es évek elején részt vett a Szürenon és a balatonboglári kápolnatárlatok kiállítói közt. 1975-ben akció sorozatot készített Jel és árnyék címen, ugyanekkor alkotta 480 fotóból álló fotószekvenciáját, mely jelenleg a Magyar Nemzeti Galériában található. 1992-ben megalkotta Az angyali követés című film forgatókönyvét, a filmet Dániel Ferenccel és Orosz Istvánnal készítette el. Megismerte az animációs film technikáját, fotósként, majd animátorként számos film készítésében vett részt. Új fotó-animációs eljárást dolgozott ki, amit először Orosz István Ah Amerika! (1984) című filmjében alkalmaztak.
Sajátos stílusát az adja, hogy képei gyakran egy parányi valóságrészlet makronagyításai, áthallásos filozofikus mondanivalóinak közvetítésére a legalkalmasabbak.

## Kiállításai (válogatás)

### Egyéni
- 1970 • Budapesti Műszaki Egyetem Kollégium 1000, Budapest
- 1973 • Lépcsőház (Csutoros Sándorral és Molnár V. Józseffel), Budapest, Erkel u. 12. • Szembesítés [Csutoros Sándorral és Molnár V. Józseffel], Balatonboglári kápolnatárlatok • Tér és lehetőség, Budapesti Műszaki Egyetem E épület, Budapest (Csutoros Sándorral és Molnár V. Józseffel)
- 1974 • Egyetemi Színpad (Szemadám Györggyel), Budapest
- 1979 • Magyar Nemzeti Galéria Klubja, Budapest
- 1982 • Fészek Klub, Budapest (Kisfaludy Andrással)
- 1989 • És mégis mozog a nép..., Fiatal Művészek Klubja, Budapest
- 1994 • PLAFOKÁTTÓ [Ducki Kristóffal], Fék Galéria, Göd
- 1996 • Jel és árnyék, Erdei Ferenc Művelődési Központ, Kecskemét
- 1997 • Új kaland, Kisgaléria, Pécs
- 1998 • E-től K-ig, Mai Manó Fotógaléria • Műhelykiállítás, Miró Fotogaléria
- 1999 • Jel és árnyék, Nyitott Kör Galéria • Jó Szerencsét Művelődési Központ, Várpalota
- 2003 • Retro60 – Haris László kiállítása, Magyar Fotográfiai Múzeum, Kecskemét
- 2006 • Haris László 1956-os fotói, Műcsarnok, Budapest • Ernst Múzeum, Budapest • Washington
- 2007 • Új képek, Fészek Galéria, Budapest

### Csoportos
- 1969 • Szürenon I, Kassák Művelődési Ház, Budapest
- 1970 • Budapesti Műszaki Egyetem, Budapest
- 1970-73 • Balatonboglári kápolnatárlatok
- 1971 • No. 1., Fővárosi Állatkert, Budapest
- 1975 • Vajda LSG, Szentendre
- 1976 • Expozíció, Hatvany Lajos Múzeum, Hatvan • Tér-jel-forma, Vegyipari Egyetem, Veszprém
- 1977 • Elem, szerkezet, környezet, Lakásépítő Vállalat, Budapest
- 1979 • Ma Múzeum, Bercsényi Klub • Szürenon II., Kassák Művelődési Ház
- 1980 • II. Esztergomi Fotóbiennálé, Vármúzeum, Esztergom • Ma Múzeum, Ifjúsági Ház, Pécs
- 1981 • Tény-kép, Műcsarnok, Budapest
- 1983 • Új művészetért, Bartók Béla Művelődési Központ, Szeged
- 1988 • 5 magyar fotós, G. Doisneau, Vandceuvre (Franciaország)
- 1989 • Más-kép, Ernst Múzeum, Budapest
- 1990 • DOPP és barátai, Magyar Intézet, Prága
- 1994 • Piranéző, Szépművészeti Múzeum, Budapest
- 1995 • Múzsák és Ágyúk – az ellenállás magyar plakátjai, M. für Kunst und Gewerbe, Hamburg
- 1996 • Szürenon 69-96, Vigadó Galéria, Budapest
- 1997 • No. 1. 1969-1971, Ernst Múzeum, Budapest • Árnyék, Magyar Fotográfiai Múzeum, Kecskemét
- 1998 • Első alkotócsoport, Fotóhét, Iparművészeti Múzeum, Budapest
- 1999 • Első alkotócsoport, Fotóhetek, Tapolca
- 2009 • Nemzetközi Kepes Társaság, A22 Galéria, Budapest

## Művei közgyűjteményekben
- Janus Pannonius Múzeum Modern Képtár, Pécs;
- Magyar Fotográfiai Múzeum, Kecskemét;
- Magyar Nemzeti Galéria, Budapest;
- Sárospataki Képtár, Sárospatak.

## Díjai, elismerései
- Az Év Plakátja-díj (1985)
- The Art Directors Club elismerő oklevele (1988, 1990)
- A Magyar Televízió Rt. Vizuális Művészetek Szerkesztőségének Tell-díja (1997)
- Balogh Rudolf-díj (2001)
- Demeter-díj (2003)
- Prima díj (2017)
- Érdemes művész (2018)
- Kiváló művész (2024)[3]